# Trung tâm hành chính tỉnh Vĩnh Long
Trung tâm hành chính tỉnh Vĩnh Long là một khu trung tâm hành chính cấp tỉnh có trụ sở tại Thành phố Vĩnh Long. Đây là nơi đặt các cơ quan hành chính, đảng ủy cấp tỉnh và trực thuộc của tỉnh Vĩnh Long, Việt Nam.

## Bố trí các tầng
| Tầng    | Tên cơ quan                  | Ghi chú     |
| ------- | ---------------------------- | ----------- |
| 1, 2, 3 | Văn phòng UBND tỉnh          | [ 1 ] [ 2 ] |
| 4       | Sở Nội vụ                    | [ 1 ] [ 2 ] |
| 5, 6    | Sở Kế hoạch và Đầu tư        | [ 1 ] [ 2 ] |
| 7, 8    | Sở Tài chính                 | [ 1 ] [ 2 ] |
| 9, 10   | Sở Tư pháp                   | [ 1 ] [ 2 ] |
| 11, 12  | Thanh tra tỉnh               | [ 1 ] [ 2 ] |
| 13, 14  | Sở Thông tin và Truyền thông | [ 1 ] [ 2 ] |